# Zune HD
Zune HD là một thiết bị giải trí đa phương tiện (portable media player) thuộc dòng sản phẩm Zune của tập đoàn Microsoft được xuất xưởng vào ngày 15 tháng 9 năm 2009 với 2 phiên bản 16G và 32G. Sau đó, vào ngày 9 tháng 4 năm 2010, phiên bản 64G mới được phát hành. Zune HD được trang bị màn hình cảm ứng touchscreen điện dung cực nhạy tích hợp chức năng thu sóng Wi-Fi cho phép đồng bộ dữ liệu với Zune Marketplace duyệt Web.
Với chip đồ họa Nvidia Tegra APX 2600 được tích hợp, Zune HD có khả năng trình chiếu video độ phân giải cao HD lên đến 720p thông qua cổng HDMI Zune Dock kết nối với một màn hình hoặc TV HD có độ phân giải cao. Nếu như không được kết nối với TV hay màn hình HD thì video sẽ được chuyển xuống độ phân giải 480x272 vừa khớp với màn hình cảm ứng OLED touchscreen. cho màu sắc tươi sáng và rõ nét

## Lịch sử
Sau một thời gian dài, đối thủ của Microsoft là Apple tung ra thị trường dòng máy ipod touch, trưởng bộ phận R&D của Microsoft, Robbie Bach đã bắt đầu triển khai dự án về máy nghe nhạc Zune sở hữu màn hình cảm ứng để đáp trả đối thủ.
Nhóm phát triển Zune bắt đầu làm lại ngay lập tức hệ điều hành của Zune phiên bản cũ dựa trên nền tảng Windows CE để phù hợp với thiết bị có màn hình cảm ứng như Zune phiên bản mới. Và hãng Astro Studios đã được chọn để thiết kế vỏ nhôm cho Zune HD.. Vào ngày 19/06/2009, một thành viên trong nhóm phát triển Zune Matt Akers đã xác nhận rằng Zune HD sẽ được trang bị chip nVidia Tegra APX 2600 và màn hình cảm ứng OLED touchscreen.
Cuối cùng thì Zune HD đã lên kệ tại các kênh bán lẻ vào ngày 15/09/2009 với 2 màu cơ bản là đen và bạch kim với dung lượng tùy chọn là 16G và 32G. Ngoài ra, các phiên bản Zune HD màu đỏ, xanh lá cây và xanh dương cũng được bán thông dịch vụ Zune Originals store.
Hai tháng sau, vào ngày 6 tháng 11 năm 2009, bản firmware cập nhật 4.3 được phát hành.. Bản firmware mới cải thiện tốc độ duyệt web, đồng thời hỗ trợ thêm nhiều ứng dụng mới cũng như được sửa một số lỗi trong bản firmware cũ. Vào ngày 11/11/2009, một số ứng dụng mới đã có mặt trên Zune Marketplace. Những ứng dụng mới bao gồm PGR: Ferrari Edition, Audiosurf Tilt, Lucky Lanes Bowling, Vans Sk8: Pool Service, Checkers, and Piano.
Ứng dụng Twitter dành cho Zune HD đã được phát hành vào ngày 16 tháng 12 năm 2009. Sau đó, vào ngày 01 tháng 03 năm 2010 ứng dụng Facebook cũng có mặt trên Zune Marketplace, người dùng Zune HD có thể tải trực tiếp bằng máy hoặc update thông qua phần mền Zune Software PC.
Vào ngày 5 tháng 4 năm 2010, theo lời công bố tại triển lãm CES 2010, bản firmware 4.5 đã được phát hành, kèm theo bản firmware mới này có nhiều tính năng mới như on-device Smart DJ (tính năng này đã được giới thiệu trên phần mềm Zune Software cài trên máy tính PC), hỗ trợ thêm mã Xvid và hỗ trợ cả Marketplace thông qua đế cắm Dock.
Khoảng gần một tuần sau đó, vào ngày 9 tháng 4 năm 2010, phiên bản Zune HD với dung lượng 64G đã được bán, nhờ đó bản 16G và 32G trước đó đã được giảm giá $20.
Ngày 3 tháng mười, 2011, Microsoft tuyên bố đã ngừng sản xuất mọi thiết bị Zune, khuyến khích người dùng chuyển sang sử dụng Windows Phone. Thông báo này được gỡ bỏ ngay lập tức, tuy nhiên nó đã được đăng lại và xác nhận bởi Microsoft sau đó.
Năm 2012, Microsoft khởi động Xbox Music, tiếp nối thị trường Zune Marketplace. Với sự ra đời này, một số dịch vụ của Zune và Zune Marketplace đã ngừng hoạt động. Các ứng dụng cho Zune HD không còn được cung cấp qua Zune Software, một số thành phần mạng xã hội của Zune cũng ngừng hoạt động, và các giới hạn mua và xem các video ca nhạc được đặt ra.
Nửa sau năm 2012, người dùng không thể tải trực tiếp bài hát vào thiết bị Zune HD được nữa. Theo cập nhật của Zune Support Twitter, Microsoft thông báo đây là một phần trong cuộc chuyển đổi từ Zune Music sang Xbox Music.

## Thông số kỹ thuật
Thông số này được liệt kê dựa vào website chính thức của Zune HD cũng như một số nguồn dữ liệu khác:
- Màn hình gương cảm ứng đa điểm OLED glass capacitive multi-touch OLED với màn hình có tỷ lệ 16:9 độ phân giải 480x272.
- Tích hợp bộ cảm biến gia tốc accelerometer
- Hệ điều hành Windows CE 6.0
- Bộ nhớ trong tùy chọn 16 GB, 32 GB, 64 GB.[19]
- CPU and GPU: Nvidia Tegra APX với một vi xử lý ARM11 và một vi xử lý ARM7 processor cores, cộng thêm 6 chip chuyên dụng khác.[5][20]
- RAM: 128 MB Hynix SDRAM[6]
- Wi-Fi chuẩn 802.11b/g, chế độ chứng thực WEP, WPA, và WPA2 và WEP 64-bit and 128-bit, TKIP, chế độ AES encryption.[21]
- Pin sạc tích hợp 3.7V 660mAh lithi-ion polymer batterycho nghe nhạc lên đến 33 giờ (wireless off) và 8.5 giờ trình chiếu video.[22]
- Kích thước: 52.7x102.1x8.9mm (2.07x4.08x0.35 in)
- Trọng lượng: 74g (2.6 oz)[23]
- Thu sóng FM/HD radio
- Bộ chỉnh âm Equalizer
- Trình duyệt web (nền tảng Internet Explorer Mobile 6 của Windows CE)
- Hỗ trợ ứng dụng được xây dựng theo Microsoft's XNA platform[24]
- Ngõ ra âm thanh (Audio output): Analog RCA và Optical Digital out (thông qua Zune Dock)
- Audio support:[21]
  - CBR và VBR audio,lên tới 48 kHz sample rate:
    - Chuẩn WMA (WMA Standard) lên tới 384 kbps (file được bảo vệ theo chuẩn DRM chỉ mở được nếu mua từ Zune Marketplace)
    - WMA Pro stereo lên tới 768 kbit/s
    - WMA Lossless stereo lên tới 768 kbit/s
    - Unprotected AAC-LC (.mp4/.m4a/.m4b) lên tới 320 kbit/s
    - MP3 lên tới 320 kbit/s
- Video support:[21]
  - Hỗ trợ video HD 1080i và 14 Mbit/s bit rate, CBR hoặc VBR:
    - H.264, Baseline Profile up to Level 3.1 + B-frames support[21]
    - WMV Main and Simple Profile, Advanced profile up to Level 2.
    - MPEG-4 Part 2 Advanced Simple Profile up to 4.0 Mbit/s bit rate

  - Xuất video độ phân giải cao 720psử dụng cổng HDMI hoặc composite connections (Cả hai loại kết nối đều yêu cầu có Zune Dock)

## Tính năng

### Các ứng dụng
Các ứng dụng dành cho Zune HD bao gồm stopwatch, Facebook, Twitter, MSN money, Calculator, MSN Weather, Piano, and Metronome Labyrinth, Solitaire,, Spades, Hearts.

### Games
Games dành cho Zune HD bao gồm Labyrinth, Animalgrams, Solitaire, Project Gotham Racing: Ferrari Edition, Vans Sk8: Pool Service, Checkers, Sudoku, Space Battle 2, Lucky Lanes Bowling, Goo Splat, Chess, Shell Game.... of the Future, Hexic and Audiosurf(TM) Tilt.

### Web browser
Duyệt web tốc độ nhanh, hiển thị tốt, có thể zoom nhờ cảm ứng đa điểm, công cụ search mặc định là Bing Có thể gõ địa chỉ trang web hay tìm kiếm bằng bàn phím ảo rất dễ sử dụng và trực quan.